# Marsha Owusu Gyamfi
Marsha Katharina Owusu Gyamfi (* 27. März 1978 in Hagen) ist eine ehemalige deutsche Basketballspielerin.

## Laufbahn
Owusu Gyamfi spielte ab 1988 Basketball in der Jugend des Hagener Vereins SV Haspe 70. 1993 ging sie zum TSV Hagen 1860, wurde dort 1994 deutsche Meisterin der B-Jugend und spielte zusätzlich im Damenbereich in der 2. Bundesliga. Ab 1995 war sie Spielerin von Bayer Leverkusen und gewann mit dem Verein 1995 abermals die deutsche B-Jugendmeisterschaft. Owusu Gyamfi, die im August 1996 mit der deutschen Auswahl an der Junioreneuropameisterschaft teilnahm, schloss sich im Vorfeld der Saison 1996/97 dem Zweitligisten TV Bensberg an, mit dem sie 2001 in die 1. Bundesliga aufstieg und anschließend in der höchsten deutschen Spielklasse antrat. 2004 beendete sie ihre Laufbahn als Spielerin.
Bereits während ihrer Spielkarriere war die gelernte Bürokauffrau in Hagen, Leverkusen und Bensberg sowie 2001/02 auch beim VfL Bochum als Jugendtrainerin tätig. Ab 2004 arbeitete sie bei ihrem Heimatverein SV Haspe 70 als Trainerin im Jugend- und Erwachsenenbereich, ab 2005 zusätzlich beim TSV Hagen 1860. In der Saison 2008/09 war sie Cheftrainerin der Zweitliga-Damen von Phoenix Hagen. Des Weiteren war sie ab 2009 für den Westdeutschen Basketball Verband als Regionalstützpunkttrainierin tätig. 2009/10 gehörte sie als Assistenztrainerin zum Stab des Erstligisten NB Oberhausen. Von Oktober 2009 bis März 2010 sowie von November 2011 bis Februar 2012 hatte Owusu Gyamfi am Christian-Rohlfs-Gymnasium in Hagen eine Stelle als Sportlehrerin inne. Zur Saison 2010/11 trat sie beim SV Haspe 70 neben ihren Aufgaben im Jugendbereich das Amt der Cheftrainerin der Herrenmannschaft an, die sie 2011 ungeschlagen zum Aufstieg in die 1. Regionalliga führte, in der sie die Mannschaft anschließend ebenfalls betreute. Ab 2011 war Owusu Gyamfi zudem an der NRW-Sportschule Solingen tätig und leitete dort das Training der Grundschulvielseitigkeit. Diese Aufgabe übte sie bis August 2018 aus.
Im Zeitraum August 2012 bis Dezember 2013 betreute sie die Mannschaft der BG Dorsten als Trainerin. Beginnend im Juni 2014 bis Dezember 2015 war sie beim Verein Baskets Lüdenscheid als Jugendtrainerin und zeitweise auch als Jugendkoordinatorin tätig. Owusu Gyamfi war als Trainerin bei Basketball-Camps tätig, unter anderem auch bei solchen Veranstaltungen in Marokko und Spanien.
Ab der Saison 2016/17 war sie beim BSV Wulfen Cheftrainerin der Herrenmannschaft in der 2. Regionalliga, Jugendkoordinatorin und Jugendtrainerin, nachdem sie in dem Verein bereits im vorangegangenen Spieljahr eine Nachwuchsmannschaft betreut hatte. Nach dem Ende der Saison 2017/18 schied Owusu Gyamfi in Wulfen aus dem Amt. 2018 übernahm sie beim UBC Münster die Aufgabe als Jugend-Leistungssportkoordinatorin und betreute fortan unter anderem Münsters Mannschaft in der Jugend-Basketball-Bundesliga und war weiterhin auch als Kadertrainerin beim Westdeutschen Basketball-Verband tätig. Ihre Arbeit beim UBC Münster endete im April 2022.
Am 1. Mai 2022 trat sie die Leitung des Jugendbereichs von Phoenix Hagen an.